# Aleksander Bortnowski
Aleksander Bortnowski  (ur. 3 marca 1950 w Lipce Krajeńskiej) – generał brygady Wojska Polskiego w stanie spoczynku, były szef sztabu - zastępca dowódcy Śląskiego Okręgu Wojskowego.

## Życiorys
Aleksander Bortnowski urodził się 3 marca 1950 w Lipce Krajeńskiej. Jego przodek to generał Władysław Bortnowski, który służył w legionach Piłsudskiego, a we wrześniu 1939 był dowódcą Armii Pomorze, brat dziadka Aleksandra Bortnowskiego. Ojciec jego  uczestniczył w kampanii wrześniowej, jako plutonowy był drugim adiutantem dowódcy Armii Pomorze. 
Absolwent Liceum Ogólnokształcącego w Złotowie. We wrześniu 1968 rozpoczął studia w Wyższej Szkole Oficerskiej Wojsk Zmechanizowanych, które ukończył w sierpniu 1972. Służbę zawodową rozpoczął jako dowódca plutonu w 42 Pułku Zmechanizowanym w Żarach z 11 Dywizji Pancernej, od roku 1973 dowódca kompanii w tym pułku. W 1974 ukończył z wyróżnieniem Wyższy Kurs Doskonalenia Oficerów w Centrum Doskonalenia Oficerów w Rembertowie po którym powierzono mu funkcję szefa sztabu – zastępca dowódcy batalionu w 42 Pułku Zmechanizowanym. W 1978 został skierowany na studia w Akademii Sztabu Generalnego Sił Zbrojnych ZSRR, po ukończeniu których został wyznaczony na stanowisko zastępcy dowódcy pułku ds. liniowych w 42 Pułku Zmechanizowanym. W latach 1985–1989 sprawował stanowisko dowódcy 13 Pułku Zmechanizowanego w Kożuchowie z 5 Dywizji Pancernej. Dowodzony przez niego pułk zdobywał trzykrotnie miano przodującego oddziału Wojska Polskiego, brał udział w ćwiczeniach międzynarodowych „Tarcza” i „Przyjaźń” uzyskując bardzo dobre wyniki szkoleniowe. W 1989 został wyznaczony na funkcję szefa sztabu – zastępca dowódcy 11 Dywizji Pancernej w Żaganiu. W 1991 był komendantem 20 Bazy Materiałowo–Technicznej w Nysie. W latach 1992–1993 powierzono mu stanowisko dowódcy 11 Dywizji Zmechanizowanej w Żaganiu. W 1994 ukończył Podyplomowe Studia Operacyjne–Strategiczne w Akademii Obrony Narodowej po których objął funkcję dowódcy 11 Dywizji Pancernej w Żaganiu. Dywizja realizowała pierwsze zadania w ramach programu „Partnerstwa dla Pokoju”, współpracowała z siłami lądowymi Niemiec i Francji. 
10 listopada 1994 awansowany na stopień generała brygady. Akt mianowania odebrał z rąk prezydenta Rzeczypospolitej Polskiej Lecha Wałęsy. Dowodzona przez niego dywizja była wyróżniona tytułem przodującego związku taktycznego Wojska Polskiego. W 1998 został desygnowany na stanowisko zastępcy komendanta ds. ogólnych – prorektor Wojskowej Akademii Technicznej w Warszawie. W latach 2002–2007 piastował funkcję szefa sztabu – zastępca dowódcy Śląskiego Okręgu Wojskowego. W okresie tym przez 4 miesiące pełnił obowiązki dowódcy Śląskiego Okręgu Wojskowego. 10 maja 2007 przekazał obowiązki szefa sztabu – zastępcy dowódcy ŚOW dla płk Jana Pawlika (dotychczasowy szef szkolenia ŚOW) podczas uroczystości w klubie Śląskiego Okręgu Wojskowego we Wrocławiu. Służbę wojskową zakończył w 2007. Przez wiele lat uprawiał sport, miał osiągnięcia w wieloboju i na OSF (najlepszy w ŚOW), piłka ręczna w WKS Sobieski, carate (MP, ME, MŚ), piłka siatkowa II liga, WKS Śląsk Wrocław. W 2014 r. wstąpił do Związku Żołnierzy Wojska Polskiego, jest członkiem Koła im. 13 Pułku Zmechanizowanego w Kożuchowie, Prezes Lubuskiego Zarządu Wojewódzkiego Związku Żołnierzy Wojska Polskiego w Zielonej Górze.

## Awanse[2]
- podporucznik – 1972
- porucznik – 1974
- kapitan – 1978
- major – 1983
- podpułkownik – 1987
- pułkownik – 1991
- generał brygady – 1994

## Ordery, odznaczenia i wyróżnienia
- Krzyż Oficerski Orderu Odrodzenia Polski[6]
- Krzyż Kawalerski Orderu Odrodzenia Polski[2]
- Złoty Krzyż Zasługi[2]
- Odznaka Skoczka Spadochronowego Wojsk Powietrznodesantowych
- trzykrotny tytuł „Przodujący Oddział” w Siłach Zbrojnych RP[2]
- tytuł „Przodujący Związek Taktyczny” w Siłach Zbrojnych RP[2]
- Odznaka pamiątkowa 11 Dywizji Zmechanizowannej ex officio
- Odznaka pamiątkowa 11 Dywizji Pancernej ex officio
- Medal Za zasługi dla ŚOW
- uhonorowany listem od Dowódcy Wojsk Lądowych[4]